# Fumio Nanri
Fumio Nanri (南里 文雄, Nanri Fumio) (24 décembre 1910 - 4 août 1975), de son vrai nom Fumio Nariasato, est un trompettiste de jazz japonais surnommé le « Satchmo du japon » par Louis Armstrong. Il est l'un des premiers musiciens de jazz japonais à connaître la célébrité à l'étranger. Le Prix Fumio Nanri (ja) est nommé en son honneur.

## Biographie
Né à Osaka, Fumio Nanri est le dernier d'une fratrie de six enfants. Son père meurt à peine quatre jours après sa naissance. C'est pour cela qu'il déménage souvent durant son enfance, dans la préfecture de Hiroshima où vit la famille de sa mère, dans la préfecture de Kyoto où vit la famille du mari de sa sœur aînée, à Kobe où vit une autre de ses sœurs aînées, et ailleurs. Il entre dans le groupe de musique Takashimaya Shōnen Ongakutai, de la chaîne de grands magasins Takashimaya, en 1925 après la fin de ses études de lycée à Kobe. Il joue dans une salle de danse dans cette ville après la dissolution du groupe. Il s'installe ensuite à Tokyo en 1928 et entre dans le groupe d'Ichiro Ida, mais le quitte deux mois plus tard.
Nanri se rend ensuite à Shanghai en 1929 pour étudier le piano auprès de Teddy Weatherford (en). Il part pour San Francisco en 1932 et entre la même année dans le groupe de Shigeya Kikuchi avec lequel il joue au Florida à Tokyo. En 1934, il forme son propre groupe, Fumio Nanri et les Hot Peppers, qui accompagne le crooner Dick Mine.
Nanri vit à Dalian au Mandchoukouo de 1937 à 1940 et joue au Perroquet en 1937. Il revient souvent au Japon pour enregistrer pendant cette période. Il est enrôlé dans la 48e unité militaire de Kurume en tant qu'aide-soignant militaire en février 1944.
Nanri reforme les Hot Peppers en 1946. Les musiciens Hana Hajime, Toshiyuki Ichimura entrent dans le groupe en 1948.
Nanri subit une atrophie optique soudaine en 1953 et faillit perdre la vue. Il revient néanmoins en août et joue avec Louis Armstrong en décembre de la même année quand Armstrong est de passage au Japon. Nanri joue également avec Bobby Hackett, Clark Terry au Trumpet Workshop au moment de la mort de Louis Armstrong en 1971. Il joue toujours du jazz dixieland, mais s'est cependant intéressé au jazz bebop pendant une période après la guerre.
Nanri tient un récital commémoratif pour les 48 ans de sa carrière en 1973. Il tient également un concert de jazz pour soutenir le Viêt Nam en 1974 et meurt le 4 août 1975, à l'âge de 64 ans. 